# Ornithurae
Ornithurae (il cui nome dal greco antico significa "coda da uccelli") è un clade naturale che comprende l'antenato comune di Ichthyornis, Hesperornis e di tutti gli uccelli moderni, così come tutti gli altri discendenti di quell'antenato comune.

## Classificazione

### Definizione
Ernst Haeckel coniò il nome Ornithurae nel 1866 e vi incluse nel gruppo tutti i "veri uccelli" con la "caratteristica morfologica della coda di tutti gli uccelli esistenti" (traduzione di Jacques Gauthier). Ciò lo distingueva dal gruppo di Archaeopteryx, che Haeckel collocava in un altro nuovo gruppo chiamato Sauriurae. Detto semplicemente, gli uccelli moderni hanno code brevi, fuse in un pigostilo, mentre Archaeopteryx manteneva una lunga coda ossea come i suoi antenati i dinosauri teropodi non-aviani.
Gauthier convertì Ornithurae in un clade, dandogli una definizione da ramo basale: "tutti gli uccelli esistenti e tutti gli altri taxa, come Ichthyornis ed Hesperornis, che sono più vicini agli uccelli esistenti che ad Archaeopteryx". In seguito lui e de Queiroz ridefinirono come un clade da apomorfia basale più in linea con l'uso originale di Haeckel, tra cui il primo pan-aviaria con una "coda da uccello" omologa a quella di Vultur gryphus, e tutti i suoi discendenti. Viene definita "coda da uccello" una coda più corta del femore, con un pigostilo che è un elemento compresso a forma di vomere, con le ossa fuse nell'adulto, composto da meno di sei vertebre caudali, e più corta della parte libera della coda, che è composta da meno di otto vertebre caudali. Tra questi, Aves (che viene definito come "il gruppo corona" degli uccelli moderni), Ichthyornis, Hesperornithes e Apsaravis fanno parte di Ornithurae.
Il gruppo Neornithes era stato originariamente pensato per sostituire Ornithurae, secondo Gadow, nel 1892 e 1893. Gauthier e de Queiroz, di conseguenza, considerarono Neornithes come un sinonimo junior di Ornithurae, anche se molti altri scienziati usavano Neornithes per riferirsi al gruppo corona molto più restrittivo, quali solo di uccelli moderni (un gruppo per il quale Gauthier utilizza il nome Aves). In alternativa, alcuni ricercatori hanno utilizzato Ornithurae per riferirsi ad un clade basato più restrittivo, ancorato ad Hesperornis ed agli uccelli moderni.

### Cladogramma
Il cladogramma riportato qui sotto è il risultato dell'analisi di Michael Lee et al. (2014), che si è espansa sui dati provenienti da uno studio precedente fatto da O'Connor & Zhou, nel 2012. I nomi del clade sono posizionati in base alle loro definizioni.
|  | † Hesperornithes                                                             |
|  |                                                                              |
|  | \| \| † Limenavis \| \| \| \| \| \| Neornithes (uccelli moderni) \| \| \| \| |
|  |                                                                              |
|  | † Limenavis                                                                  |
|  |                                                                              |
|  | Neornithes (uccelli moderni)                                                 |
|  |                                                                              |

|  | † Limenavis                  |
|  |                              |
|  | Neornithes (uccelli moderni) |
|  |                              |

|  | † Hesperornithes                                                             |
|  |                                                                              |
|  | \| \| † Limenavis \| \| \| \| \| \| Neornithes (uccelli moderni) \| \| \| \| |
|  |                                                                              |
|  | † Limenavis                                                                  |
|  |                                                                              |
|  | Neornithes (uccelli moderni)                                                 |
|  |                                                                              |

|  | † Limenavis                  |
|  |                              |
|  | Neornithes (uccelli moderni) |
|  |                              |